# جیس لیبرگتس
جیس لیبرگتس (انگلیسی: Thijs Libregts؛ زادهٔ ۴ ژانویهٔ ۱۹۴۱) بازیکن فوتبال اهل پادشاهی هلند است.
از باشگاه‌هایی که در آن بازی کرده‌است می‌توان به باشگاه فوتبال فاینورد و باشگاه فوتبال اکسلسیور اشاره کرد.